# Роман Юрьевич
Роман Юрьевич (уб. 1398) — князь, литовский наместник в Новгородской земле, имел в кормлении половину Копорья. Сын белозерского князя Юрия Васильевича.
В 1386 году, во время войны великого князя Дмитрия Ивановича с новгородцами, выступил против великого князя, но, не дойдя до московской рати, вернулся. В 1393 году снова пошёл «с охочими людьми» на волости великого князя и взял несколько городов. В 1394 году ходил с новгородцами «ратью» ко Пскову. В 1398 году был убит «на Шолоне».